# Juan de la Cierva (metropolitana di Madrid)
Juan de la Cierva è una stazione della linea 12 della metropolitana di Madrid. Si trova sotto alla Avenida de España, nel comune di Getafe.
La stazione è intitolata all'ingegnere Juan de la Cierva, inventore dell'autogiro.

## Storia
La stazione della metropolitana fu inaugurata il 11 aprile 2003.
A seguito di lavori, nel 2014, la stazione rimase chiusa. La ragione di questi lavori è stata la sostituzione delle rotaie e della massicciata. I miglioramenti, che hanno avuto un costo di 12,5 milione di euro, hanno permesso ai treni di circolare a più di 70 chilometri all'ora rispetto ai 30 chilometri con cui circolavano prima dei lavori.

## Interscambio
- 1, 4, 5
- 442, 447, 488